# Coleville
Coleville – jednostka osadnicza w Stanach Zjednoczonych, w stanie Kalifornia, w hrabstwie Mono.